# 郭德信
郭德信（1953年6月—），香港前無綫電視演員。最初參與婦女新姿節目。曾為無綫電視資深甘草演員角色，亦參與過教育電視演出。飾演角色忠奸皆可，最擅長塑造公司老闆、富豪等社會名流角色等。他在1980年代至1990年代初主持過《婦女新姿》（與鄺佐輝、李琳琳、馬漢琴及王愛明為同期主持），大約2009年末後已經無再參與劇集拍攝，而到2011年11月才首播的劇集《天與地》成為其告別作。現況不詳。

## 電視劇

### 電視劇（無綫電視）
- 1989年：相見好
- 1990年：我本善良 飾 李大狀
- 1991年：人在邊緣 飾 檢控官
- 1991年：男盜女差 飾 朱發
- 1991年：灰網 飾 何蝦
- 1991年：藍色風暴 飾 屠定邦
- 1992年：龍的天空 飾 卓基
- 1992年：天倫 飾 宋文光
- 1992年：大時代 飾 韋家誠（影射李嘉誠）
- 1992年：我愛牙擦蘇
- 1992年：壹號皇庭 飾 Simon Ho
- 1992年：重案傳真 飾 曾Sir
- 1994年：射雕英雄傳 飾 王重陽
- 1994年：黃浦傾情 飾 警長
- 1994年：黃飛鴻之鐵膽梁寬 飾 葉貴成
- 1994年：笑看風雲 飾 李國維（第37集)
- 1994年：異度凶情 飾 發
- 1995年：包青天之親子情仇  飾 楊半泉
- 1995年：刀馬旦 飾 于香君
- 1995年：神雕俠侶 飾 丘處機
- 1995年：O記實錄 飾 村長
- 1995年：刑事偵緝檔案 飾 潘老總
- 1995年：刑事偵緝檔案II 飾 潘老總
- 1996年：包青天之忘情酒坊 飾 賀景春
- 1996年：聊齋 飾 戶部
- 1996年：天地男兒 飾 葉永基律師
- 1996年：900重案追兇 飾 白中平
- 1996年：笑傲江湖 飾 桃根仙
- 1996年：西遊記 飾 月老
- 1996年：英雄贵姓 飾  法海大师
- 1996年：孽吻 飾 法官
- 1997年：緣來沒法擋　之 飾 龍超人
- 1997年：大刺客 之 煙花殺手 飾 史思明
- 1997年：大刺客 之 呂四娘 飾 隆科多
- 1997年：天龍八部 飾 白世鏡
- 1997年：狀王宋世傑 飾 巡撫
- 1997年：鑑證實錄 飾 梁中日
- 1998年：西游记（贰） 飾 月老
- 1998年：妙手仁心 飾 葉漢昌
- 1998年：烈火雄心 飾 醫生
- 1998年：鹿鼎記 飾 馮錫範
- 1998年：大澳的天空 飾 上司
- 1998年：林世榮 飾 醫生
- 1998年：天地豪情 飾 阿豹(人稱豹叔，甘樹培的私人助理)
- 1999年：寵物情緣 飾 李柏森
- 1999年：刑事偵緝檔案IV 飾 院長（第1-3集）
- 1999年：布袋和尚 飾 高大人
- 1999年：創世紀 飾 張孝堅
- 1999年：鑑證實錄II 飾 醫生（第8、17集）
- 1999年：茶是故鄉濃 飾 神農廟主持
- 2000年：男親女愛 飾 錢生
- 2000年：十月初五的月光
- 2000年：碧血剑 飾 錢通四
- 2000年：金裝四大才子 飾 牛善（奸臣 - 寧王的同黨）
- 2000年：撻出愛火花 飾 豬本三四郎
- 2001年：倚天屠龍記 飾 鮮于通
- 2001年：美味情緣 飾 任百韜
- 2001年：皆大歡喜 飾 齊佐侍郎（第1、37集）
- 2001年：封神榜 飾 趙公明
- 2001年：公私戀事多 飾 Wilson
- 2001年：尋秦記 飾 鹿公
- 2001年：酒是故鄉醇 飾 酒商（第23-24集）
- 2002年：皆大歡喜 飾 周老闆（第98集）、大臣（第152-153集）、邱福慶（第162集）、歐羅（第177-178、181、246集）
- 2002年：無頭東宮 飾 文官（第28、30集）
- 2002年：彩色世界 飾 RONALD
- 2002年：七號差館 飾 牙醫（海外首播，2011年翡翠台播出）
- 2002年：談判專家 飾 杜哲平
- 2002年：洛神 飾 吳質
- 2002年：烈火雄心II 飾 方洪武（第30集）
- 2002年：流金歲月 飾 黃力發
- 2002年：蕭十一郎 飾 刑部侍郎秦大人
- 2003年：天子尋龍 飾 李顯
- 2003年：十萬噸情緣 飾 律師
- 2003年：皆大歡喜 飾 徐先生（第5集）、玲父（第21集）、顧博士（第96集）、梁生（第121集）、羅生（第130集）、甘朋友（第158集）、莊生（第169集）
- 2003年：美麗在望 飾 醫生
- 2003年：帝女花 飾 周延儒
- 2003年：衝上雲霄 飾 秦醫生
- 2003年：西關大少 飾 婚紗店老闆兼裁縫師（第12及15集）、神　父（第28集）
- 2004年：無名天使3D 飾 裁判官
- 2004年：皆大歡喜 飾 方生（第182集）、嘉賓（第193集）、馬生（第212集）、馬老炳（第219-221集）、施近青（第304集）、太平紳士（第321集）、馬先生（第328集）、曹教授（第379集）、高層（第415集）
- 2004年：鴨寮街的金蛋 飾 Dr.Lo
- 2004年：奪命真夫 飾 法官
- 2004年：棟篤神探 飾 彭國章（第9、10集）
- 2005年：皆大歡喜 飾 迷彩衣茶客（第430集）、成哥（第437集）
- 2005年：佛山贊師父 飾 福爾·馬林
- 2005年：法證先鋒 飾 朱啟明
- 2005年：我的野蠻奶奶 飾 孔老爺（孔詠雅之父）（第1集）
- 2005年：酒店風雲 飾 唐興貴
- 2005年：阿旺新傳 飾 黃奇鳳之前僱主
- 2006年：謎情家族 飾 醫生
- 2006年：鐵血保鏢 飾 曾艷娥之父
- 2006年：天幕下的戀人 飾 王老總
- 2006年：高朋滿座 飾 馬德安（黎諾懿飾）之父
- 2006年：刑事情報科 飾 老何
- 2006年：布衣神相 飾 總鏢頭
- 2006年：樓住有情人 飾 黎兆棠
- 2006年：愛情全保 飾 Greene
- 2006年：鳳凰四重奏 飾 食客丁、鄒鼎昌
- 2006年：肥田囍事 飾 輝父
- 2006年：滙通天下 飾 蕭天順（戶部郎中）
- 2006年：賭埸風雲 飾 齊大同（齊歡𣈱和張來富之父）
- 2007年：紅衣手記 飾 高恒
- 2007年：亂世佳人 飾 導演
- 2007年：強劍 飾 嵩山派掌門
- 2007年：天機算 飾 神棍
- 2007年：師奶兵團 飾 校董
- 2007年：爸爸閉翳 飾 林醫生
- 2007年：奸人堅 飾 錢老版
- 2007年：舞動全城 飾 鍾醫師
- 2007年：同事三分親 飾 祥舅父（第71集）
- 2007年：律政新人王2 飾 張律師
- 2007年：蘭花刼 飾 炎發（海外首播，2017年翡翠台播出）
- 2008年：银楼金粉 饰 沈胜芝 （第2集）
- 2008年：千謊百計 飾 律　師（第16、17及19集）（無綫電視劇集台首播）
- 2008年：與敵同行 飾 洪生
- 2008年：師奶股神 飾 顧百滔
- 2008年：搜神傳 飾 蔣金
- 2008年：秀才愛上兵 飾 黃老闆
- 2008年：原來愛上賊 飾 江揚前上司
- 2008年：溏心風暴之家好月圓 飾 法官
- 2008年：少年四大名捕 飾 馮大人
- 2008年：珠光寶氣 飾 郭坤（2008-2009年）
- 2008年：畢打自己人 飾 包中山（2008-2009年）
- 2009年：學警狙擊 飾 張華光
- 2009年：老婆大人II 飾 北區法院裁判官
- 2009年：烈火雄心3 飾 陳　Sir（副消防總長）
- 2009年：有營煮婦 飾 董先生
- 2009年：蔡鍔與小鳳仙 飾 邱老闆
- 2009年：富貴門 飾 心理醫生
- 2010年：老公萬歲 飾 海府爺
- 2010年：秋香怒點唐伯虎 飾 劉翁
- 2010年：搜下留情 飾 張國棟
- 2010年：飛女正傳 飾 昆叔
- 2010年：掌上明珠 飾 陳醫生
- 2010年：談情說案 飾 曹一嵐
- 2010年：施公奇案II 飾 洪煥堂
- 2010年：翻叮一族 飾 李友友
- 2010年：刑警 飾 球伯
- 2010年：囧探查過界 飾 馬澄亨
- 2010年：誘情轉駁 飾 李醫生
- 2011年：仁心解碼 飾 嚴智灝
- 2011年：魚躍在花見 飾 泰皇表兄
- 2011年：Only You 只有您 飾 李老闆
- 2011年：天與地 飾 郭神父（第12、14集）

### 電視劇（亞洲電視）
- 1989年：皇家檔案 飾 戚Sir

### 電視劇（香港電台）
- 1977年：《小時候 - 靚爸爸》 飾 波波安安的父親
- 1979年：《執法者 - 紙盒藏屍》 飾 法醫
- 1981年：《島的故事 - 意外》
- 1984年：《香江歲月》第七集
- 1984年：《陽光下的孩子 - 錄音日記》 飾 經理
- 1987年：《小說家族》
- 1988年：《人間有情 - 別矣冬日》
- 1990年：《柏林週記 - 柏林離家出走了?》
- 1990年：《雙城記 - 信天游》
- 1994年：《唱談普通話 - 辦公室男孩》
- 1997年：《法門 - 阿華打官司》

## 電影
- 1984年：《我為你狂》
- 1989年：《追女重案組》
- 1989年：《相見好》
- 1992年：《獵豹行動》
- 1992年：《女校風雲之邪教入侵》
- 1993年：《千面天王》
- 1993年：《天長地久》
- 1994年：《沙甸魚殺人事件》

## 節目
- 1987年：亞視電視五周年台慶。

## 舞台劇／話劇
- 1977年8月26-28日、9月23-25日：《黑奴》 飾 奇勒 （香港大會堂劇院）
- 1977年12月30日-1978年1月22日：《王子復仇記》 飾 李如龍 （香港大會堂劇院）
- 1978年6月16-18日：《醉心貴族的小市民》 飾 杜蘭多伯爵 （香港大會堂劇院）
- 1979年12月22-25日、1980年1月9-13日：《聖女貞德》 飾 鮑迪國 （香港大會堂劇院）
- 2007年11月22-25日：《王子復仇記》 （香港文化中心大劇院）

## 外部連結
- 郭德信在香港影庫上的簡介